# Wesoła (Warszawa)

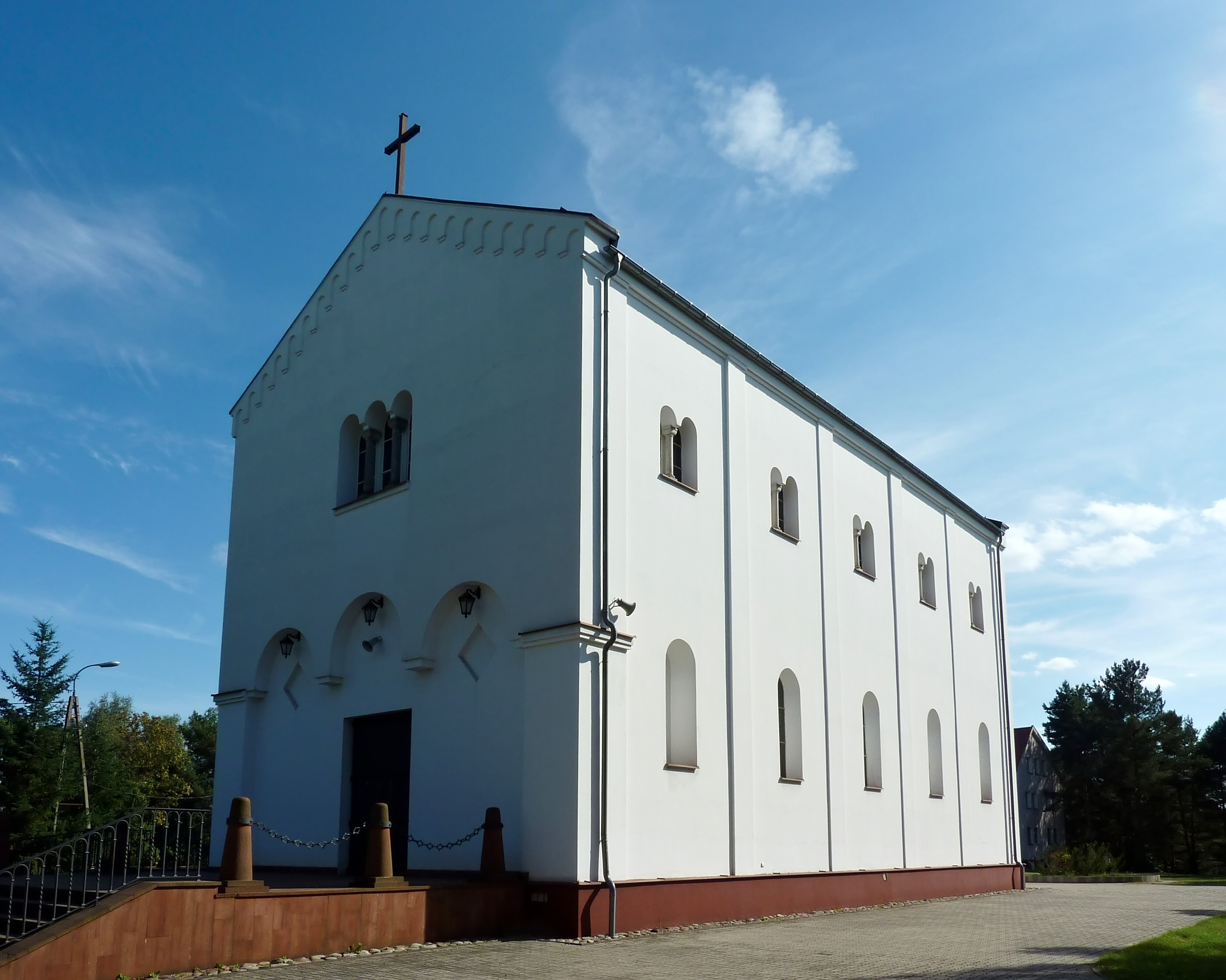
Kościół Opatrzności Bożej z polichromiami Jerzego Nowosielskiego

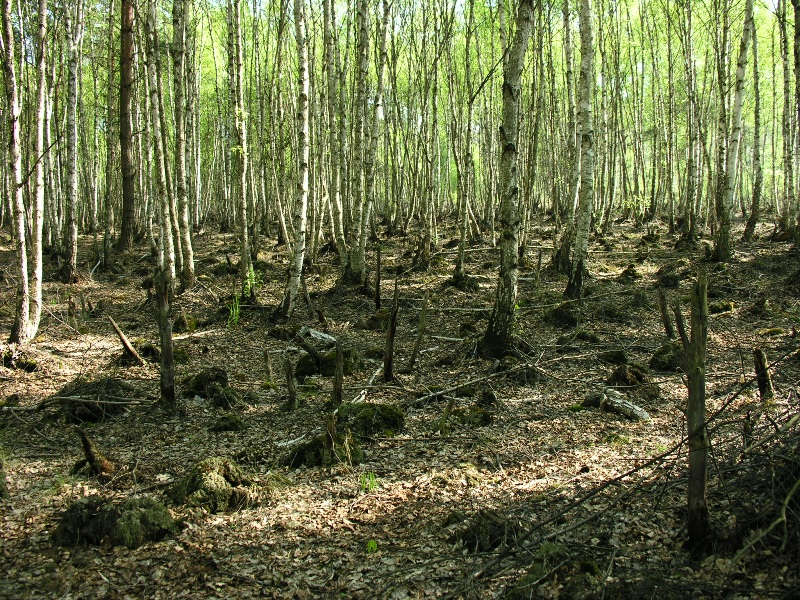
Rezerwat przyrody Bagno Jacka

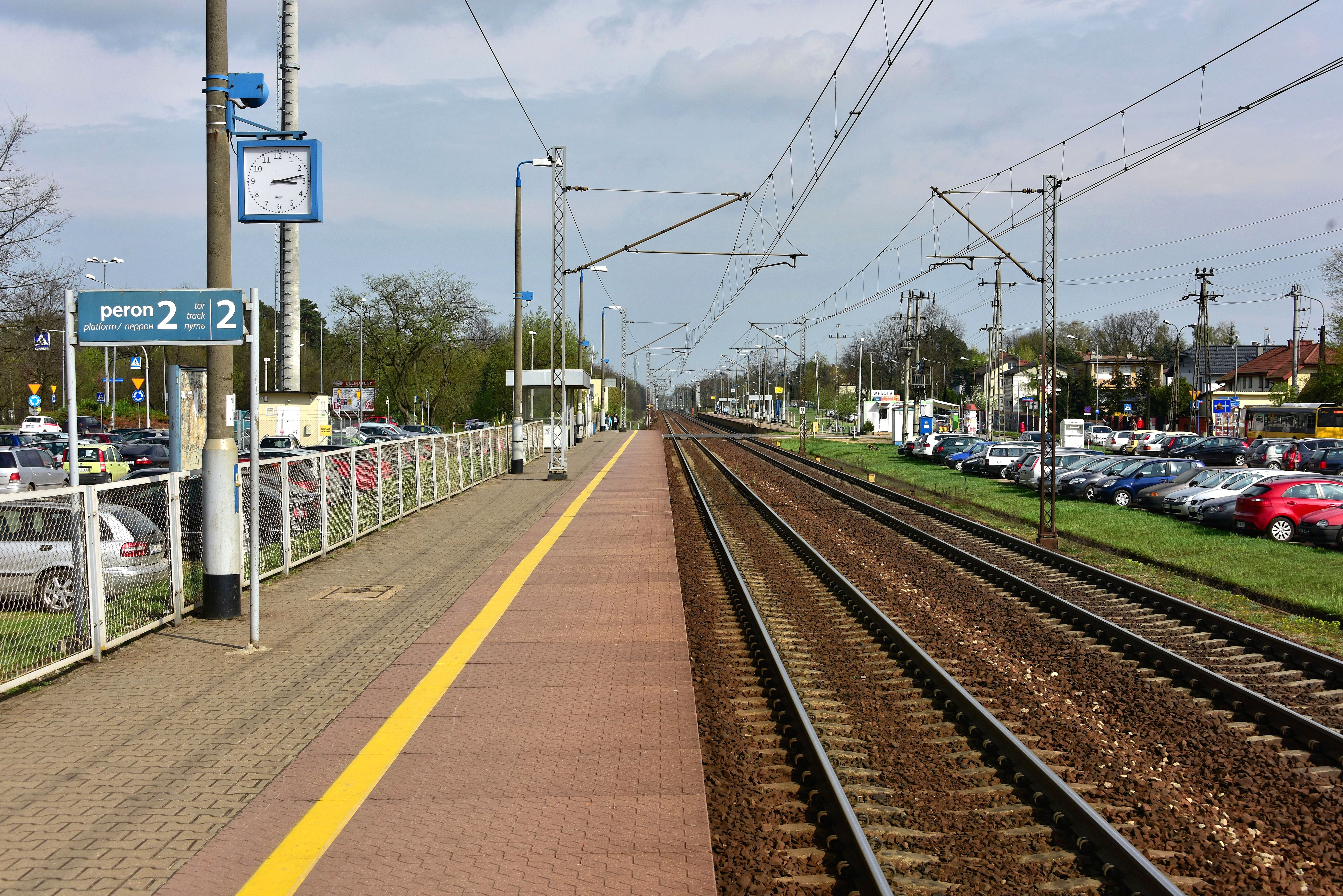
Przystanek kolejowy Warszawa Wesoła

Wesoła – dzielnica Warszawy. W latach 1969–2002 samodzielne miasto.
Jest jedną z 18 jednostek pomocniczych m.st. Warszawy.

## Historia przedwojenna
Tereny pierwotnej miejscowości Wesoła obejmowały obszar współczesnego osiedla Wesoła-Centrum, należący ok. 500 lat temu do dóbr wsi Długa, a w XVII w. – do gminy Okuniew, a także tereny osiedla Plac Wojska Polskiego, należące jeszcze w XIX wieku do folwarku Wola Grzybowska w dobrach Okuniew. 

### Początki Wesołej
Początki osadnictwa na tym obszarze są związane z budową Kolei Terespolskiej. Powstała wówczas platforma przeładunkowa dla wojska rosyjskiego, która z czasem stała się przystankiem kolejowym. Wokół niego powstawały domy urzędników, kolejarzy, tramwajarzy, a także letnisko. Do I wojny światowej przy starej drodze stanisławowskiej istniał duży kompleks koszar dla potrzeb wojsk rosyjskich.
W 1918 r. miejscowość przybrała nazwę Wesoła. Koszary początkowo przekształcono w zaplecze poligonowe. Dalszy rozwój wiązał się ściśle z Warszawą. Według danych z 1931 r. w Wesołej było 70 budynków mieszkalnych. Pod koniec lat trzydziestych nastąpił burzliwy rozwój budownictwa willowego, czemu sprzyjały klimat i walory krajobrazowe Wesołej. W maju 1939 przeniesiono z Torunia 2 Dywizjon Pomiarów Artylerii, dla którego wybudowano sztab, budynek orkiestry i WAK-u, a także trzy budynki mieszkalne. 

### Miejscowości pierwotnie odrębne

#### Wola Grzybowska
Początkowo folwark i osada należąca do gminy Okuniew. Legenda o pochodzeniu nazwy głosi, iż jej właścicielem był starosta warszawski – Grzybowski. Co najmniej od początku XX wieku własność księcia Emanuela Bułhaka. Według spisu z 1931 r. na terenie Woli Grzybowskiej były 52 domy. W czasach II wojny światowej poważnie zniszczona.

#### Groszówka
Nazwa Groszówka pochodzi od niskiej ceny ziemi – 20 kopiejek (popularnie 1 grosz) za łokieć gruntu. Piaszczyste gęsto zalesione pagórki utrudniały rozwój osadnictwa na tym terenie, ale dzięki temu współcześnie większość ulic przypomina leśne aleje, a całość – park.

#### GrzybowaiZielona
Grzybowa w XVII w. była niewielką osadą, której rozwój warunkował trakt z Grochowa do Stanisławowa, przy którym stała karczma o nazwie Zielona. W spisach z 1827 r. Grzybowa miała zaledwie trzy domy i dwunastu mieszkańców. Natomiast wokół karczmy zaczynała rozwijać się osada Zielona.
W 1895 r. Zielona była wsią w powiecie warszawskim, w gminie Okuniew, o powierzchni 245 mórg z 68 mieszkańcami. W 1795 r. Austriacy wystawili tu komorę celną. Był to murowany, klasycystyczny budynek, zburzony przez Niemców w 1944 r. Grzybowa i Zielona od lat 30. z biednych osad przekształciły się w pokaźne osady letniskowe, wchodzące w skład gminy Wawer, położone wśród lasów między dwiema wydmami parabolicznymi. Na jednej z nich znajduje się „Kamień Piłsudskiego”, upamiętniający ćwiczenia polowe Polskiej Organizacji Wojskowej 29 kwietnia 1917, w których uczestniczył brygadier Józef Piłsudski.

#### Stara Miłosna
Stara Miłosna jest najwcześniej zasiedloną częścią Wesołej, której udokumentowana historia sięga XIV w. Była to wieś szlachecka. Najstarszy zapis nazwy ma postać Milosina, późniejsze: Miłośnia, Miłośna, aż po znaną ze współczesności Miłosnę (także: Miłosną). Przez Miłosnę wiódł trakt, którym przeganiano stada bydła, a także wożono zaopatrzenie dla Warszawy. Przy trasie istniały liczne karczmy oraz domy pocztowe (zajazdy). W I połowie XIX w. właścicielem dużej części ziem Miłosny był książę Ksawery Drucki Lubecki, ówczesny minister skarbu, który miał tu pałacyk letni, zniszczony w trakcie bitwy o Olszynkę Grochowską.
Następnie dobra Miłosny przeszły w ręce Rychłowskich, a na przełomie XIX i XX w. uległy parcelacji. W Słowniku Geograficznym Królestwa Polskiego z 1885 podano: na dobra Miłosny składały się folwarki: Miłosna, Borków, Kaczydół i Żurawka, nomenklatury: Pohulanka, Janówek i Zakręt oraz osada Zakręt. Ponadto Miłosna posiada stacyą drogi żelaznej warszawsko-terespolskiej, a w odległości 17 wiorst od Warszawy jest była stacya pocztowa przy drodze bitej.
Podczas I wojny światowej w 1915 r. wojska niemieckie przejęły rosyjską linię obrony, przebiegającą przez pasmo wydm Starej Miłosny, tworząc linię obronną zwaną Brückenkopf Warschau (Przedmoście Warszawy). W latach międzywojennych Stara Miłosna staje się prosperującą miejscowością letniskową z uzdrowiskiem borowinowym dla dzieci Nasza Chata i lotniskiem szybowcowym.

## Historia współczesna
Podczas II wojny światowej Wesoła była ośrodkiem działalności konspiracyjnej. Organizatorem walki podziemnej i założycielem Piątej Kompanii Armii Krajowej Rejonu (pułku) „Dęby” w Wesołej był por. Stefan Berent – pseudonim „Steb”. Piąta kompania składała się z trzech plutonów, z których pierwszy obejmował teren Wesołej, Groszówki, Grzybowej, Zielonej oraz Szkopówkę, drugi działał na obszarze Woli Grzybowskiej, Sulejówka i Żurawki, natomiast trzeci – obejmował Starą Miłosnę, Żwir i Zakręt. W 1944 Piąta Kompania liczyła ok. 100 żołnierzy. W lipcu 1944 w związku z przygotowywaniem Niemców do obrony wysiedlono ludność i zaminowano teren. Wiele osób trafiło do Rembertowa, a także do obozu w Pruszkowie. Przez 6 tygodni przebiegał tu odcinek frontu niemiecko-sowieckiego, skutkując znacznymi zniszczeniami.
Ze względu na duże zniszczenia w Warszawie, po wojnie przesiedlono na teren Wesołej ponad tysiąc mieszkańców stolicy. W czerwcu 1946 do koszar przeniesiono Szkołę Oficerów Informacji w związku z czym obiekt został objęty ścisłą tajemnicą.

### Gmina Wesoła i dzielnica Wesoła
W 1952 utworzono gminę Wesoła, wchodzącą w skład powiatu warszawskiego. Tworzyły ją wyłączone z dotychczasowej gminy Sulejówek gromady: Miłosna Stara, Szkopówka, Wesoła i Zielona Grzybowska, oraz gromada Pohulanka z gminy Wiązowna. Ostatecznie jednak powiat warszawski jeszcze tego samego dnia zniesiono, a w miejsce gminy powołano dzielnicę Wesoła, jako jedną z tzw. dzielnic powiatu miejsko-uzdrowiskowego Otwock. Na jej obszar złożyły się następujące obszary:
- gromad Groszówka, Miłosna Stara, Szkopówka, Wesoła i Zielona Grzybowska z gminy Sulejówek w powiecie warszawskim (przekształconej równocześnie w dzielnicę Sulejówek)[8];
- gromady Pohulanka z gminy Wiązowna w powiecie warszawskim (przekształconej równocześnie w dzielnicę Wiązowna)[8].

Ponieważ powiat miejsko-uzdrowiskowy Otwock nie był zaliczany do powiatów ziemskich lecz do miejskich (grodzkich), jego dzielnice były jednostkami miejskimi. Dlatego też, kiedy jesienią 1954 w związku z reformą reorganizującą administrację wiejską na obszarze całego kraju zniesiono gminy zastępując je przez gromady, dzielnice powiatu miejsko-uzdrowiskowego Otwock nie uległy zmianom. Dzielnica istniała do 1957, kiedy została zniesiona wraz z zastąpieniem w 1958 r. powiatu miejsko-uzdrowiskowego zwykłym powiatem otwockim.

### Osiedle Wesoła
1 stycznia 1958 Wesołej nadano status osiedla, przez co nie stała się ponownie gromadą, przy czym w skład osiedla nie weszła miejscowość Szkopówka, którą włączono do nowo utworzonego osiedla Sulejówek. Koszary przejął 1 Pułk Piechoty 1 Dywizji Piechoty im. Tadeusza Kościuszki. Na terenie jednostki wybudowano wiele bloków, szkołę podstawową, amfiteatr, ogród działkowy „Zachęta”, pawilon handlowy, Klub „Kościuszkowiec”.

### Miasto Wesoła
1 stycznia 1969 z obszaru osiedla Wesoła utworzone zostało miasto Wesoła w województwie warszawskim. W 1971 r. liczyło ono 8367 mieszkańców i obejmowało obszar 23 km². 
Od końca lat 80. nastąpiła intensywna rozbudowa osiedla Stara Miłosna, gdzie notowany był przyrost mieszkańców. Powstała zabudowa wielorodzinna oraz jednorodzinna (przed przemianami ustrojowymi nazwa osiedla miała brzmieć Osiedle 50-lecia PRL). Powstające kolejne domy jednorodzinne zaczęły wkraczać w granice Mazowieckiego Parku Krajobrazowego. Na osiedlu powołano Stowarzyszenie Sąsiedzkie Stara Miłosna, biorące udział m.in. w wyborach samorządowych.
1 stycznia 1999 w związku z reformą administracyjną znalazła się w powiecie mińskim w województwie mazowieckim, a 1 stycznia 2002 została przeniesiona do powiatu warszawskiego w tymże województwie.

### Warszawa-Wesoła
27 października 2002 r. miasto weszło w skład Warszawy i stało się jedną z jej 18 dzielnic, w następstwie wcześniejszego referendum, w którym większość mieszkańców Wesołej tak zadecydowała. W głosowaniu brało udział ok. 25% mieszkańców Wesołej, z czego ponad 70% zagłosowało za przyłączeniem Wesołej do Warszawy. Od momentu wcielenia Wesołej do Warszawy (2002) postępowała budowa infrastruktury (dróg i kanalizacji), a także sukcesywnie rozwijał się transport publiczny.

## Odrębności Wesołej jako dzielnicy Warszawy

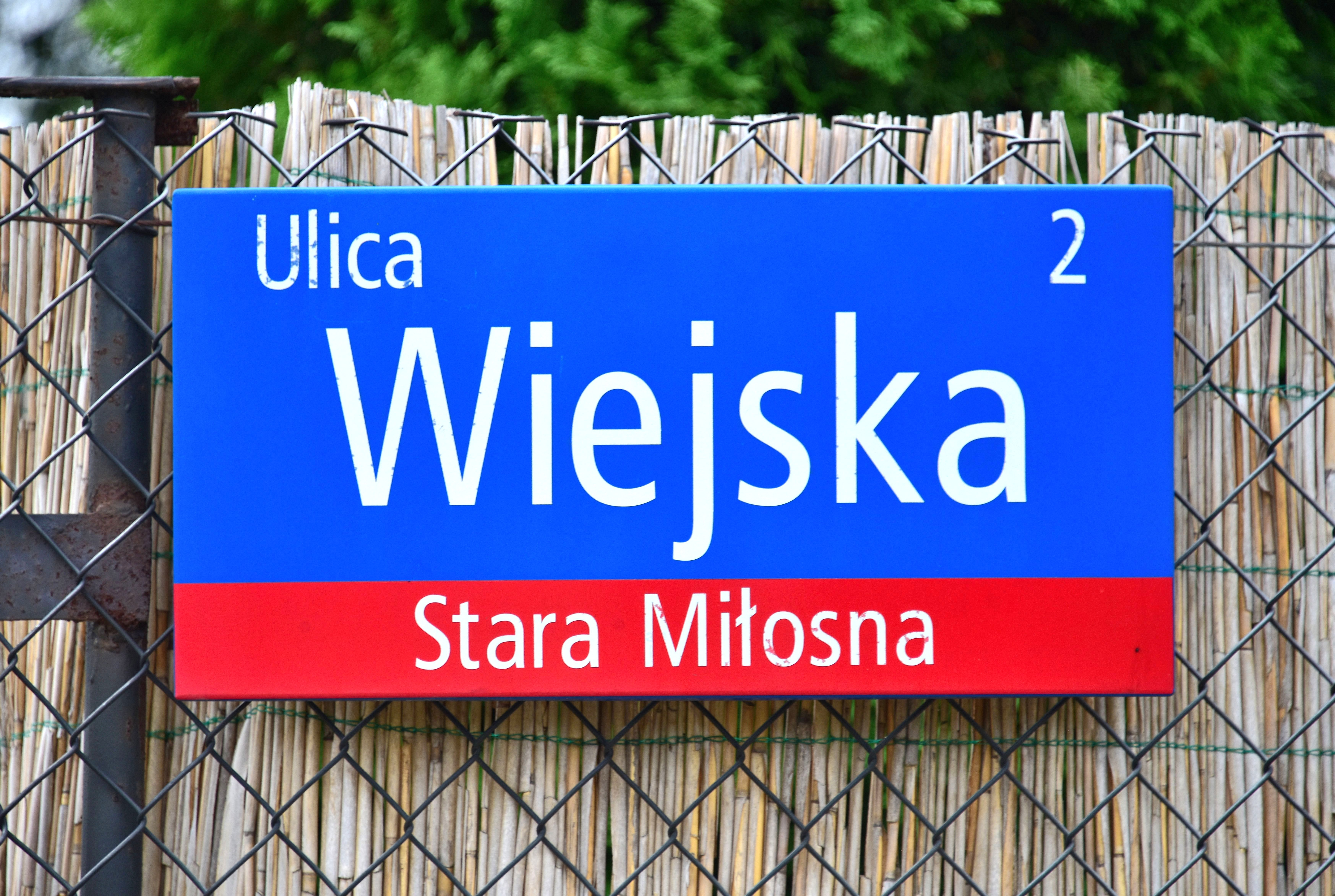
Po przyłączeniu w 2002 Wesołej do Warszawy podjęto decyzję o pozostawieniu bez zmian ponad 260 dublujących się nazw ulic i placów. Tablica MSI przy ul. Wiejskiej w Starej Miłośnie, której nazwa jest taka sama jak nazwa ulicy w dzielnicy Śródmieście

Po przyłączeniu Wesołej do Warszawy podjęto precedensową decyzję o pozostawieniu bez zmian ponad 260 (z ok. 300 ogółem) dublujących się nazw ulic i placów. Wcześniej w takich przypadkach nazwy na włączanych terenach zmieniano, jeżeli powtarzały one nazwy już istniejące w Warszawie. W Wesołej funkcjonują one równolegle z takimi samymi nazwami w innych częściach stolicy, a rozróżnianie podwójnych lokalizacji w tej dzielnicy odbywa się poprzez częste posługiwanie się w adresach nazwą „Warszawa-Wesoła”, a także poprzez kod pocztowy, jako że jest to jedyna dzielnica, która nie przynależy do przydzielonych pierwotnie Warszawie stref kodowych w zakresie od „00” do „04”, o kodach pocztowych zróżnicowanych dla poszczególnych ulic, a zamiast tego pozostaje objęta dwoma kodami (05-075 oraz 05-077), należącymi do strefy kodowej „05”, pierwotnie obejmującej co do zasady miejscowości podwarszawskie.  
Wesoła jako jedyna dzielnica m.st. Warszawy pozostaje poza obszarami Garnizonu Warszawa, zamiast tego stanowiąc siedzibę osobnego Garnizonu Wesoła, a także jest jedyną dzielnicą miasta, na obszarze której operatorem systemu dystrybucyjnego energii elektrycznej nie jest Stoen Operator, lecz PGE Dystrybucja SA — Oddział Warszawa-Teren. 
Z kolei osiedle Wesołej Stara Miłosna jest obok dzielnicy Ursus jedyną częścią Warszawy pozostającą poza granicami aglomeracji Warszawa dla potrzeb oczyszczania ścieków komunalnych, a zamiast tego tworzy osobną aglomerację Cyraneczka, obsługiwaną przez  oczyszczalnią ścieków o tej samej nazwie. Jako jedyna w Warszawie nie należy ona do Miejskiego Przedsiębiorstwa Wodociągów i Kanalizacji w m.st. Warszawie, lecz do podmiotu prywatnego.

## Sport
Na terenie dzielnicy w 1990 założono Klub Sportowy Wesoła.

## Rada dzielnicy
| Ugrupowanie                                                     | Kadencja 2002–2006 | Kadencja 2006–2010 | Kadencja 2010–2014 | Kadencja 2014–2018 | Kadencja 2018–2024 |
| --------------------------------------------------------------- | ------------------ | ------------------ | ------------------ | ------------------ | ------------------ |
| Sojusz Lewicy Demokratycznej                                    | 3 (SLD-UP)         | –                  | –                  | –                  | –                  |
| Razem Polsce                                                    | 1                  | –                  | –                  | –                  | –                  |
| Wesoła Razem                                                    | 3                  | 2                  | –                  | –                  | –                  |
| Wesoła 2002/2006/2010/2014                                      | 6                  | 1                  | 2                  | 3                  | –                  |
| Wesoła -Samorządna Dzielnica                                    | 2                  | –                  | –                  | –                  | –                  |
| Prawo i Sprawiedliwość                                          | –                  | 3                  | 3                  | 7                  | 5                  |
| Platforma Obywatelska                                           | –                  | 5                  | 6                  | 9                  | 8                  |
| Stowarzyszenie Sąsiedzkie Stara Miłosna „Sąsiedzi dla Miłosnej” | –                  | 3                  | –                  | 2                  | –                  |
| Stara Miłosna                                                   | –                  | 1                  | –                  | –                  | –                  |
| Stowarzyszenie Sąsiedzkie Razem                                 | –                  | –                  | 3                  | –                  | –                  |
| Nasz Dom – Stara Miłosna                                        | –                  | –                  | 1                  | –                  | –                  |
| Tak Wesoła                                                      | –                  | –                  | –                  | –                  | 4                  |
| Sąsiedzi dla Wesołej                                            | –                  | –                  | –                  | –                  | 4                  |

## Zabytki
- Kościół parafialny Opatrzności Bożej – kościół rzymskokatolicki ufundowany w latach 30. XX wieku przez właściciela okolicznych dóbr Emanuela Bułhaka. W latach 70. XX wieku wnętrze kościoła zostało przebudowane i ozdobione polichromiami i drogą krzyżową autorstwa Jerzego Nowosielskiego[25].
- Kościół parafialny św. Antoniego Padewskiego w Starej Miłośnie – świątynia zbudowana z drewna w stylu zakopiańskim. Wybudowana po I wojnie światowej w Rokitnie pod Błoniem. W 1948 budynek został przeniesiony na obecne miejsce. W 2006 r. wnętrze kościoła uległo zniszczeniu przez pożar. Podczas remontu zostało odtworzone.

## Sąsiednie dzielnice Warszawy lub gminy
- Na północy: gmina miejska Zielonka
- Na południu: gmina Wiązowna
- Na zachodzie: dzielnice Warszawy Rembertów i Wawer
- Na wschodzie: gmina miejska Sulejówek